# 劉沛穎
劉沛穎（英語：Peiying Liu，1994年7月5日—），台灣電視節目女主持人，畢業於國立臺北大學，曾任亞洲衛星電視旅遊節目《世界跟我這Young玩》主持人，現為緯來育樂台旅遊節目《河我趣打卡》主持人。

## 經歷

### 2015年至2017年
劉沛穎在就讀國立臺北大學期間，曾擔任第8屆「國立臺北大學親善團」團長，並在國慶典禮及唐獎擔任禮賓人員
。
2017年，劉沛穎獲選參加雄獅旅遊「河南旅人」計畫，同年參加教育部青年署青年壯遊計畫，獲選為青年壯遊大使。

### 2019年至今
2019年，劉沛穎加入亞洲衛視旅遊台，先是負責節目企劃，之後才轉到幕前擔任旅遊節目《世界跟我這Young玩》的外景主持人，跟隨節目團隊走訪波羅的海三國、北歐及俄羅斯等國家進行拍攝。
2020年，由於全球疫情逐漸嚴峻，節目續集的拍攝計畫也被迫延遲。直到2021年，亞洲旅遊台推出續集《世界跟我這Young玩－瘋台南篇》，由劉沛穎繼續擔任節目主持人，外景主要在台南拍攝，並邀請到台南市長黃偉哲擔任臺南市美術館參觀行程的一日導覽員。
2023年起，劉沛穎在緯來育樂台的旅遊節目《河我趣打卡》擔任主持人。

## 主持作品

### 電視節目
| 年度 | 頻道       | 節目                        | 備註   |
| 2019 | 亞洲旅遊台 | 世界跟我這Young玩           |        |
| 2021 | 亞洲旅遊台 | 世界跟我這Young玩－瘋台南篇 | 特別篇 |
| 2023 | 緯來育樂台 | 河我趣打卡                  |        |

## 外部連結
- 劉沛穎的Facebook粉絲專頁
- 劉沛穎的Instagram帳戶